# Eparchia di San Marone di Montréal
L'eparchia di San Marone di Montréal (in latino Eparchia Sancti Maronis Marianopolitana Maronitarum) è una sede della Chiesa maronita in Canada immediatamente soggetta alla Santa Sede. Nel 2022 contava 96.100 battezzati. È retta dall'eparca Marwan Tabet, C.M.L.

## Territorio
L'eparchia comprende tutti i fedeli della Chiesa maronita in Canada.
Sede eparchiale è la città di Montréal, dove si trova la cattedrale di San Marone.
Il territorio è suddiviso in 20 parrocchie.

## Storia
L'eparchia è stata eretta il 27 agosto 1982 con la bolla Fidelium illorum di papa Giovanni Paolo II.

## Cronotassi dei vescovi
Si omettono i periodi di sede vacante non superiori ai 2 anni o non storicamente accertati.
- Elias Shaheen (Chahine) † (27 agosto 1982 - 23 novembre 1990 ritirato)
- Georges Abi-Saber, O.L.M. † (23 novembre 1990 - 7 febbraio 1996 dimesso)
- Joseph Khoury † (11 novembre 1996 - 10 gennaio 2013 ritirato)
- Marwan Tabet, C.M.L., dal 10 gennaio 2013

## Statistiche
L'eparchia nel 2022 contava 96.100 battezzati.
| anno | popolazione | popolazione | popolazione | presbiteri | presbiteri | presbiteri | presbiteri                | diaconi | religiosi | religiosi | parrocchie |
| anno | battezzati  | totale      | %           | numero     | secolari   | regolari   | battezzati per presbitero | diaconi | uomini    | donne     | parrocchie |
| ---- | ----------- | ----------- | ----------- | ---------- | ---------- | ---------- | ------------------------- | ------- | --------- | --------- | ---------- |
| 1990 | 75.000      | ?           | ?           | 8          | 5          | 3          | 9.375                     | 1       | 10        | 6         | 9          |
| 1999 | 80.000      | ?           | ?           | 20         | 13         | 7          | 4.000                     | 1       | 7         |           | 17         |
| 2000 | 81.000      | ?           | ?           | 18         | 10         | 8          | 4.500                     | 1       | 8         | 3         | 16         |
| 2001 | 80.000      | ?           | ?           | 20         | 10         | 10         | 4.000                     | 1       | 10        | 5         | 13         |
| 2002 | 80.000      | ?           | ?           | 19         | 10         | 9          | 4.210                     | 1       | 11        | 5         | 12         |
| 2003 | 80.000      | ?           | ?           | 19         | 10         | 9          | 4.210                     | 1       | 11        | 5         | 12         |
| 2004 | 80.000      | ?           | ?           | 16         | 9          | 7          | 5.000                     | 1       | 7         | 5         | 14         |
| 2009 | 80.000      | ?           | ?           | 19         | 10         | 9          | 4.210                     | 1       | 9         | 6         | 16         |
| 2010 | 81.000      | ?           | ?           | 19         | 10         | 9          | 4.263                     | 1       | 17        | 7         | 12         |
| 2014 | 87.900      | ?           | ?           | 20         | 13         | 7          | 4.395                     | 1       | 9         | 6         | 17         |
| 2017 | 90.870      | ?           | ?           | 21         | 14         | 7          | 4.327                     |         | 8         | 6         | 18         |
| 2020 | 94.300      | ?           | ?           | 22         | 15         | 7          | 4.286                     |         | 7         | 6         | 20         |
| 2022 | 96.100      | ?           | ?           | 23         | 15         | 8          | 4.178                     | 1       | 8         | 6         | 20         |